# Rathaus Spandau

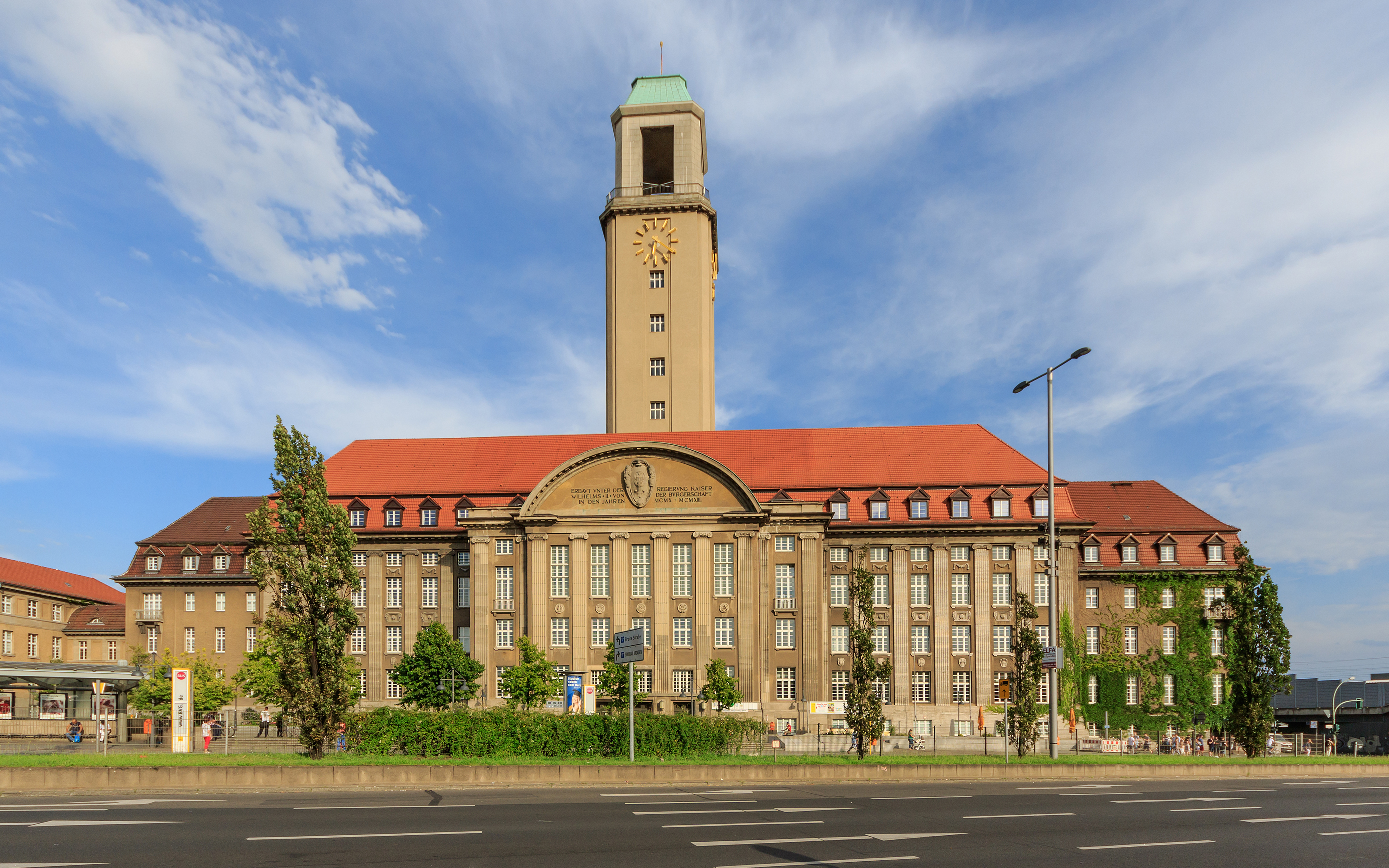
Rathaus

Rathaus Spandau är rådhuset i Berlinstadsdelen Spandau och ligger i anslutning till tunnelbanestationen med samma namn, vilket även är en del av järnvägsstationen Bahnhof Berlin-Spandau.
Rathaus Spanau ritades av Heinrich Reinhardt och Georg Süßenguth. Det byggdes 1910–1913 och ligger på randen till Spandaus gamla stad – Altstadt Spandau. Rådhuset förstördes under andra världskriget men under 1950-talet återuppbyggdes det, fast i en förenklad form. 

## Kommunikationer
| Linje | Station         |  |  |  |
| U7    | Rathaus Spandau |  |  |  |